# St. Nazianz
St. Nazianz és una població dels Estats Units a l'estat de Wisconsin. Segons el cens del 2000 tenia 749 habitants.

## Demografia
Segons el cens del 2000, St. Nazianz tenia 749 habitants, 296 habitatges, i 197 famílies. La densitat de població era de 348,4 habitants per km².
Dels 296 habitatges en un 35,1% hi vivien nens de menys de 18 anys, en un 53,4% hi vivien parelles casades, en un 6,8% dones solteres, i en un 33,4% no eren unitats familiars. En el 25,7% dels habitatges hi vivien persones soles el 10,8% de les quals corresponia a persones de 65 anys o més que vivien soles. El nombre mitjà de persones vivint en cada habitatge era de 2,5 i el nombre mitjà de persones que vivien en cada família era de 3,09.
Per edats la població es repartia de la següent manera: un 28,2% tenia menys de 18 anys, un 7,2% entre 18 i 24, un 29,5% entre 25 i 44, un 20,2% de 45 a 60 i un 15% 65 anys o més.
L'edat mediana era de 35 anys. Per cada 100 dones de 18 o més anys hi havia 107,7 homes.
La renda mediana per habitatge era de 40.139 $ i la renda mediana per família de 43.750 $. Els homes tenien una renda mediana de 35.341 $ mentre que les dones 22.917 $. La renda per capita de la població era de 16.989 $. Aproximadament el 3,9% de les famílies i el 5,3% de la població estaven per davall del llindar de pobresa.